# أبو العباس السياري
أَبُو الْعَبَّاس السياري، واسْمه الْقَاسِم بن الْقَاسِم بن مهْدي ابْن بنت أَحْمد بن سيار، أحد علماء أهل السنة والجماعة ومن أعلام التصوف السني في القرن الرابع الهجري، قال عنه أبو عبد الرحمن السلمي[ ؟ ]: «كَان أول من تكلم عِنْدهم من أهل بلدهم فِي حقائق الْأَحْوَال، وكَانَ أحسن الْمَشَايِخ لِسَاناً فِي وقته»، ووصفه الذهبي بأنّه: «الإِمَامُ، المُحَدِّثُ، الزَّاهِد»، كان من أهل مدينة مرو[ ؟ ] إحدى مدن تركمنستان، كَانَ فَقِيهاً[ ؟ ] عَالماً، كَتَب الحَدِيث الْكثير وَرَوَاهُ، توفّي سنة 342 هـ.

## من روى عنهم ورووا عنه
صحب أَبَا بكر مُحَمَّد بن مُوسَى الفرغاني الوَاسِطِيّ وَإِلَيْهِ ينتمي فِي عُلُوم التصوف، كما سَمِعَ من أَبَي المُوَجَّهِ، وَأَحْمَدَ بنَ عَبَّاد. وَسمع عَنْهُ عَبْدُ الوَاحِدِ بنُ عَلِيٍّ، وَأَبُو عَبْدِ اللهِ الحَاكِمُ، وَغيرُهُمَا.

## من أقواله
- لخَطْرَةُ لِلنَّبِيِّ، وَالوَسْوَسَة للولِيِّ، وَالفِكْرَةُ للعَامِّي، وَالعَزْم للفَتِيّ.[2]
- لْأَغْنِيَاء أَرْبَعَة غَنِي بِاللَّه وغني بغنى الله قَالَ النَّبِي صلى الله عَلَيْهِ وَسلم «الْغَنِيّ غَنِي الْقلب» وغني بِالْيَقِينِ قَالَ النَّبِي صلى الله عَلَيْهِ وَسلم «كفى بِالْيَقِينِ غنى» وغني لَا يذكر غنى وَلَا فقرا لما ورد على سره من هَيْبَة الْقُدْرَة.[1]